# Référendum constitutionnel paluan de 2020
Le référendum constitutionnel paluan de 2020 a lieu le 1er mai 2020 afin de permettre à la population des Palaos de se prononcer sur un amendement de la constitution visant à en supprimer la section 1-b de l'article 1, qui contient une partie de la définition des frontières maritimes du pays. La description très détaillée de ces dernières dans le texte constitutionnel était en effet devenue contraignante pour le pays dans ses négociations avec les pays voisins pour l'extension de sa Zone économique exclusive.
L'amendement est approuvée par une très large majorité des votants, avec des majorités favorables dans la totalité des seize États du pays.

## Historique

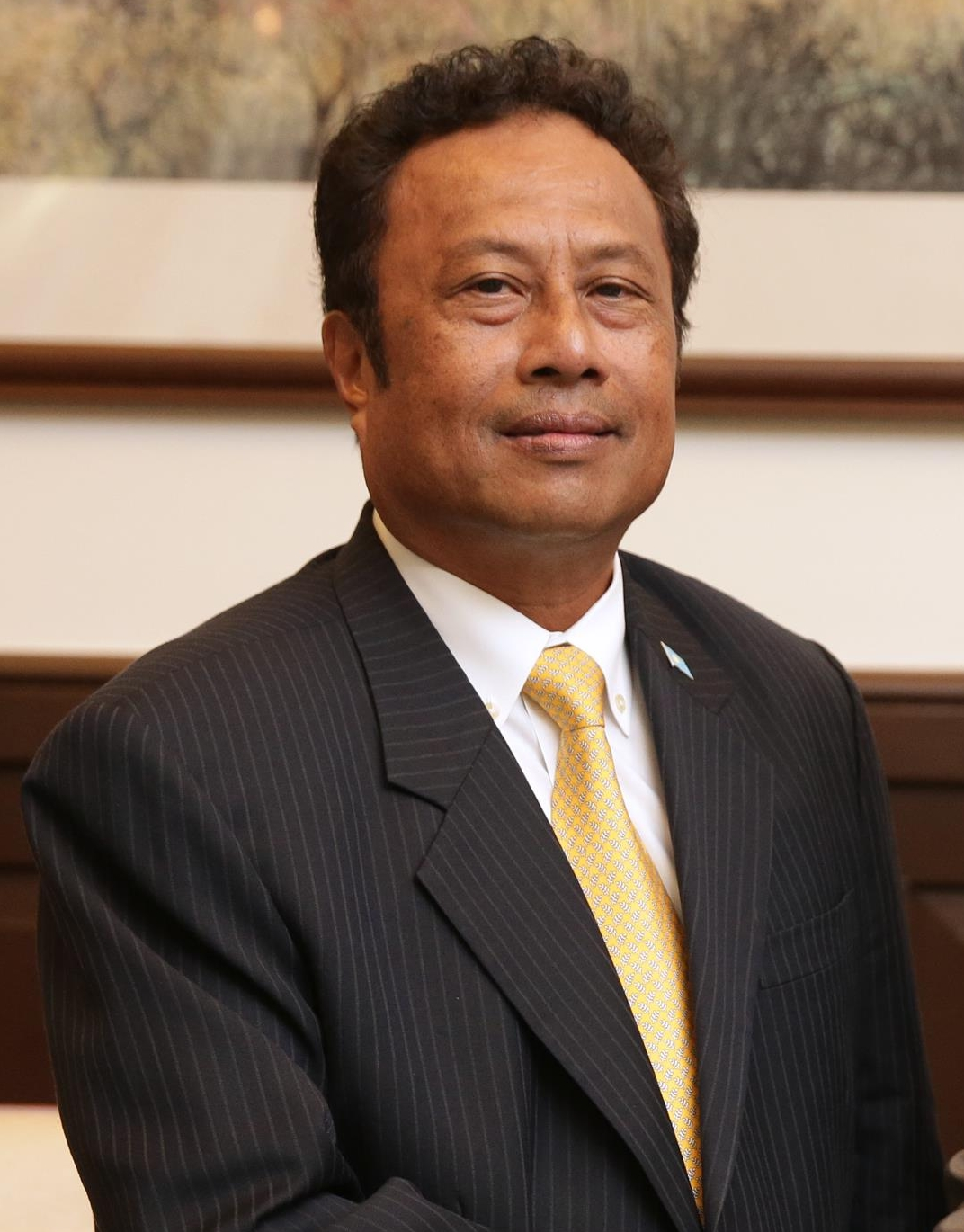
Tommy Remengesau en 2016.

Le projet d'amendement est porté par le président Tommy Remengesau, dans le contexte des négociations sur les limites territoriales des Palaos avec les pays voisins. L'article 1 avait fait l'objet d'un amendement pour la dernière fois en 2008, une modification alors adoptée par un peu plus de 81 % des suffrages,. Les deux chambres du Congrès national des Palaos adoptent l'amendement à la majorité qualifiée des trois quarts des voix dans chacune d'elles, franchissant le quorum nécessaire pour une modification de la constitution. Celle ci doit cependant être obligatoirement suivie d'une mise à référendum, qui est fixé par le décret présidentiel du 8 avril 2020 au 1er mai suivant, la constitution imposant que le scrutin ait lieu à au moins six mois d'écart avec les élections présidentielle et parlementaires organisées le 3 novembre 2020.
Pour être considéré valide, l'amendement doit recueillir la majorité absolue des votes valides au niveau national ainsi que dans au moins trois quarts des États des Palaos, soit douze États sur seize.

## Résultats
| Choix                     | Votes  | %     | États |
| ------------------------- | ------ | ----- | ----- |
| Pour                      | 4 327  | 96,80 | ✔ 16  |
| Contre                    | 143    | 3,20  | 0     |
|                           |        |       |       |
| Votes valides             | 4 470  | 99,82 |       |
| Votes blancs et invalides | 8      | 0,18  |       |
| Total                     | 4 478  | 100   | 16    |
| Abstention                | 9 992  | 69,05 |       |
| Inscrits/Participation    | 16 470 | 30,95 |       |

## Analyse
Malgré une faible participation d'un peu moins de 31 % des inscrits, l'amendement est approuvé à de larges majorité dans la totalité des seize états ainsi qu'au niveau national, permettant sa validation. Le faible taux de participation est attribué au caractère peu controversé de l'amendement, à la courte durée de la campagne de sensibilisation, ainsi qu'à une diaspora très nombreuse. Un grand nombre d'inscrits se trouvent ainsi à l'étranger, dans l'incapacité de voter.